# Vieux-Vy-sur-Couesnon
Vieux-Vy-sur-Couesnon ist eine Gemeinde im französischen Département Ille-et-Vilaine in der Bretagne. Sie gehört zum Kanton Val-Couesnon im Arrondissement Rennes. Sie grenzt im Norden an Romazy, im Nordosten an Chauvigné, im Osten an Saint-Christophe-de-Valains und Saint-Ouen-des-Alleux, im Südosten an Mézières-sur-Couesnon,  im Süden an Gahard und im Westen an Sens-de-Bretagne.

## Sehenswürdigkeiten

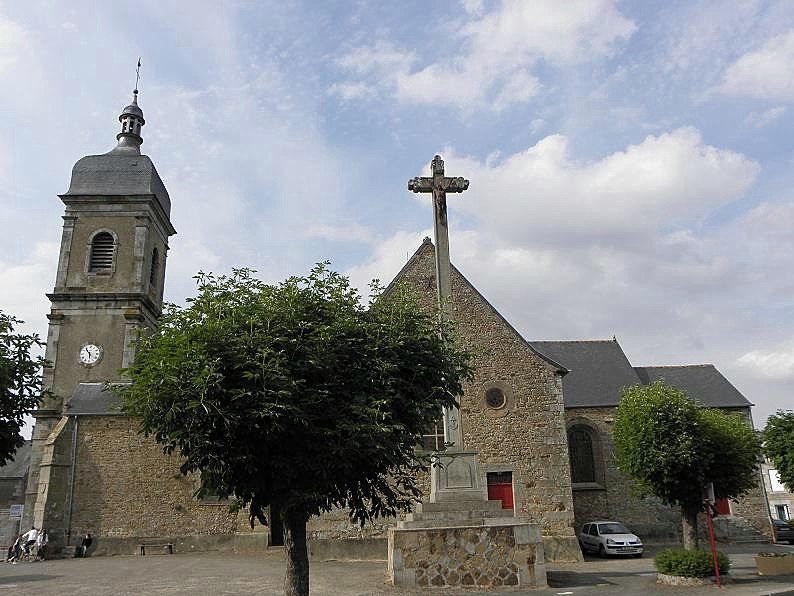
Kirche Saint-Germain

- Kirche Saint-Germain
- Die ehemaligen Mines de Brais

## Bevölkerungsentwicklung
| Jahr      | 1962 | 1968 | 1975 | 1982 | 1990 | 1999 | 2007 | 2013 |
| --------- | ---- | ---- | ---- | ---- | ---- | ---- | ---- | ---- |
| Einwohner | 1023 | 941  | 928  | 835  | 863  | 861  | 1069 | 1131 |